# Super Mamă 2
Super Mamă 2 (în armeană Սուպեր մամա 2) este un film de aventură și de comedie armean, regizat de Arman Maruțian și Vahagn Khachatrian. Filmul a fost finalizat în 2017 și a fost lansat public pe 5 octombrie 2017.

## Rezumat
Karen și Sona își continuă viața împreună, însă Karen nu acordă atenție familiei sale. Contabilul companiei Soniei fură o mulțime de bani și reușește să îi ascundă. Karen devine Karine încă o dată, încearcă totul pentru a recupera banii și a se împăca cu soția sa. Menua, în ciuda faptului că este principalul personaj negativ al primului film, o ajută pe Karen să recupereze banii. Familia lui Karen și Sona este într-o armonie perfectă, iar Menua își găsește în sfârșit locul în această viață și începe să se întâlnească cu Lilit.

## Distribuție
- Hayk Maruțian - Karen Barseghian
- Garik Papoian - Menua
- Ani Khachikian - Sona
- Levon Haroutiunian - Shef
- Arman Martirosian - Tigran
- Andranik Harutiunian - Zoub
- Rafaiel Yeranosian - bunicul Zhme
- Arman Navasardian - Ashot
- Eva Khachatrian as Suzi
- Lili Elbakian as Lilit
- Arsine Navasardian as Tsoghik
- Sepuh Apikian as Manvel
- Hrach Muradian as Vasak
- Inna Mamikonian as Karchka
- Tatev Melqonian as Hranush
- Ruzan Mesropian as Seda
- Elena Yesaian as Yeranuhi
- Ishkhan Gharibian as Sargis